# الحسن بن الصباح البزار
الحسن بن الصباح بن محمد البزار، أبو علي الواسطي البغدادي الحنبلي، لقب بشيخ الإسلام ، وهو أحد رواة الحديث النبوي.

## سيرته
كان الإمام أحمد بن حنبل يجلُّ الحسن بن الصباح ويرفع من قدره، وكان كثير عمل الخير، له شأن في بغداد. وذُكر أن الحسن بن الصباح البزار أدخل على المأمون ثلاث مرات، في المرة الأولى لأنه كان يأمر بالمعروف - وكان المأمون قد نهى أن يأمر أحد بالمعروف - فأدخل عليه، فقال له: أنت الحسن البزار؟ قال: نعم يا أمير المؤمنين. قال: وتأمر بالمعروف؟ قال: لا. ولكني أنهى عن المنكر. فضربه وبعد ذلك خلى سبيله.
في المرة الثانية أحضر إليه في أمر شتم علي بن أبي طالب، فقال له: تشتم عليا؟ فقال: صلى الله على مولاي وسيدي علي، يا أمير المؤمنين أنا لا أشتم يزيد لأنه ابن عمك، فكيف أشتم مولاي وسيدي؟! فقال: خلوا سبيله.

## روايته للحديث النبوي
روى عن: أحمد بن جواس الحنفي، وأحمد بن حنبل، وإسحاق بن حكيم، وإسحاق بن عيسى القشيري ابن بنت داود بن أبي هند، وإسحاق بن يوسف الأزرق، وإسماعيل بن عبد الكريم الصنعاني، وأبي المنذر إسماعيل ابن عمر الواسطي، وجعفر بن عون، والحارث بن عطية، والحارث بن النعمان أبي النضر الأكفاني، وحجاج بن محمد المصيصي، وأبي أسامة حماد بن أسامة، وخلف بن تميم، وأبي توبة الربيع بن نافع الحلبي، وروح بن عبادة، وزيد بن الحباب، وسفيان بن عيينة، وشبابة بن سوار، وشعيب بن حرب، وعبد الله بن رجاء المكي، وأبي عبد الرحمن عبد الله بن يزيد المقرئ، وعبد الصمد بن عبد الوارث، وعبدة بن سليمان، وعلي بن الحسن بن شقيق، وعلي بن المديني، وأبي قطن عمرو بن الهيثم، والقاسم بن محمد بن حميد المعمري، وقبيصة بن عقبة، ومبشر بن إسماعيل الحلبي، ومحمد بن جهضم، وأبي معاوية محمد بن خازم الضرير، ومحمد بن سابق، ومحمد بن كثير المصيصي، ومحمد بن يزيد بن خنيس المكي، ومعبد بن راشد، ومعن بن عيسى القزاز، ومؤمل بن إسماعيل، وأبي النضر هاشم بن القاسم، والهيثم بن خارجة، ووكيع بن الجراح، والوليد بن مسلم، ويحيى بن إسحاق السيلحيني، وأبي أيوب يحيى بن ميمون التمار البصري، ويعقوب بن إسحاق الحضرمي.
روى عنه: البخاري، وأبو داود، والترمذي، وإبراهيم ابن إسحاق الحربي، وأبو يعلى أحمد بن علي بن المثنى الموصلي، وأبو بكر أحمد بن عمرو بن أَبي عاصم النبيل، وأبو بكر أحمد بن عمرو بن عبد الخالق البزار، وأبو الفضل أحمد بن محمد ابن أحمد بن النضر الأزدي ابن بنت أبي همام الوليد بن شجاع، وجعفر بن عبد الله بن الصباح، وجعفر بن محمد الفريابي، والحسن بن سفيان، والحسين بن إسماعيل المحاملي وهو آخر من حدث عنه، والحسين بن محمد بن حاتم المعروف بعبيد العجل، والعباس بن أبي طالب، وعبد الله بن أبي القاضي، وعبد الله بن أحمد بن حنبل، وأبو بكر عبد الله بن محمد بن أبي الدنيا، وعبد الله بن محمد بن عبد العزيز البغوي، وعبد الله بن محمد بن عبد الكريم الرازي ابن أخي أبي زرعة، وعبد الله بن محمد بن ناجية، وعبدان بن أحمد الأهوازي، وعلي بن عبد العزيز البغوي، وعمر بن محمد بن بجير السمرقندي، والقاسم بن زكريا المطرز، ومحمد بن إسحاق الثقفي السراج، وأبو بكر محمد بن إسحاق الصاغاني، وأبو إسماعيل محمد بن إسماعيل الترمذي، وأبو قريش محمد بن جمعة بن خلف القهستاني الحافظ، ونوح بن منصور، ويحيى بن محمد بن صاعد.

## أقوال العلماء فيه
- قال ابن أبي حاتم سئل أبي عنه فقال: صدوق، وكانت له جلالة عجيبة ببغداد، وكان أحمد بن حنبل يرفع من قدره.[6]
- وقال أبو قريش محمد بن جمعة الحافظ: حدثنا الحسن بن الصباح، وكان أحد الصالحين.
- وقال النسائي: ليس بالقوي. وذكره في موضع آخر فقال: بغدادي صالح.
- وذكره ابن حبان في كتابه الثقات.[7]
- وقال الذهبي في ميزان الإعتدال: أحد الإئمة في الحديث والسنة.[8]